# Prudential Center
Le Prudential Center (à l'origine Newark Arena, surnommé The Rock) est une salle omnisports située à Newark dans le New Jersey.
Depuis le mois d'octobre 2007, c'est la patinoire des Devils du New Jersey de la Ligue nationale de hockey et de l'équipe masculine de basket-ball de Seton Hall University, les Seton Hall Pirates. Une nouvelle équipe de la Xtreme Soccer League joue également dans la salle sous le nom de Ironmen du New Jersey ainsi que les New York Titans de la National Lacrosse League. Le Prudential Center a une capacité de 18 500 places pour le basket-ball, 17 625 pour le hockey sur glace et plus de 17 500 pour les concerts. L'arène dispose de 76 suites de luxe, 2 event suites et 2 330 sièges de club.

## Histoire
Les travaux ont commencé le 3 octobre 2005. La salle de $375 millions inclut un investissement de $210 millions par la ville de Newark, avec le reste venant du groupe de propriétaires des Devils du New Jersey. Le 24 janvier 2006, les Devils ont soumis une garantie écrite que l’équipe contribuerait à hauteur de 100 millions de dollars pour la patinoire. Un jour plus tard, la ville et l’état ont menacé de décommander le projet.
Le complexe devait à l’origine accueillir les Nets du New Jersey lorsque l’équipe était possédé par YankeeNets.
La patinoire est attendue pour remplacer la Continental Airlines Arena (CAA), qui est supposé être détruite pour laisser la place au projet Meadowlands Xanadu. Cependant, le site qui devait accueillir ce projet a été déplacé dans une autre zone du Meadowlands Sports Complex et les Nets du New Jersey ont reconduit leur location dans la CAA jusqu’au moins 2010, en raison de complications résultantes du transfert de l’équipe vers Brooklyn. Cela aurait laissé deux complexes à New Jersey en compétition l’un avec l’autre pour organiser des concerts et des spectacles familiaux. Les fonctionnaires d’état ont réclamé que la Continental Airlines Arena ferme au moment où la Newark Arena ouvrira ses portes.
Le 5 janvier 2007, le propriétaire des Devils, Jeffrey Vanderbeek, a indiqué que Prudential Financial a acheté les droits d'appellation de l'arène. Prudential Center, cependant, est également le nom de nombreux complexes dans le pays, notamment à Boston, Massachusetts. Les médias locaux avaient déjà discuté que l'arène pourrait être surnommée "The Rock" d'après le logo de la corporation Prudential. Ce sera la première salle de sports dans la région de NYC à s'appeler un "Center", une désignation utilisée depuis les années 1990, habituellement liées au sponsor de corporation.
Le 8 janvier 2007, les Devils ont officiellement annoncé le marché de 20 ans sur les droits d'appellation avec Prudential Financial lors d'une conférence de presse. Une bannière avec le nouveau nom, Prudential Center, a été montée sur le chantier de construction.
La capacité de l'aréna pour le hockey sur glace est de 17 625 places assises, soit 1 415 de moins que l'ancien domicile des Devils.
Les 13 et 15 décembre 2012, les Rolling Stones joueront dans le Prudential Center afin de fêter leurs 50 ans de carrière.
Prudential payera 105,3 millions de dollars sur 20 ans.
Avant le début de la saison 2017-18, un nouveau tableau d'affichage "monstre" fut installé au-dessus de la patinoire, d'une dimension de 9 585 pieds-carrés, d'un poids de quatre-vingt-huit tonnes, ce qui en fait le plus gros tableau au monde jamais installé dans un amphithéâtre.

## Évènements
- Concert de Bon Jovi, 25 octobre 2007
- Legends Classic, novembre 2007
- UFC 78: Validation, 17 novembre 2007
- Concert de Demi Lovato (Demi Lovato: Live In Concert), 25 juin 2009
- WWE Hell In A Cell, 4 octobre 2009
- Concert de Lady Gaga, 22 avril 2011
- Concert de Taylor Swift dans le cadre de son Red Tour, 27, 28 et 29 mars 2013
- Concert de Demi Lovato, Demi World Tour, 25 octobre 2014
- WWE Extreme Rules, 22 mai 2016
- Concert de Demi Lovato et Nick Jonas (Future Now Tour), 12 juillet 2016
- WWE Backlash, 6 mai 2018
- Rocket League Championship Series / Saison 7 : Tournoi final (Lan) des championnats du monde de Rocket League, du 21 juin 2019 au 23 juin 2019
- AEW Full Gear, 19 novembre 2022
- AEW Full Gear, 23 novembre 2024

## Galerie

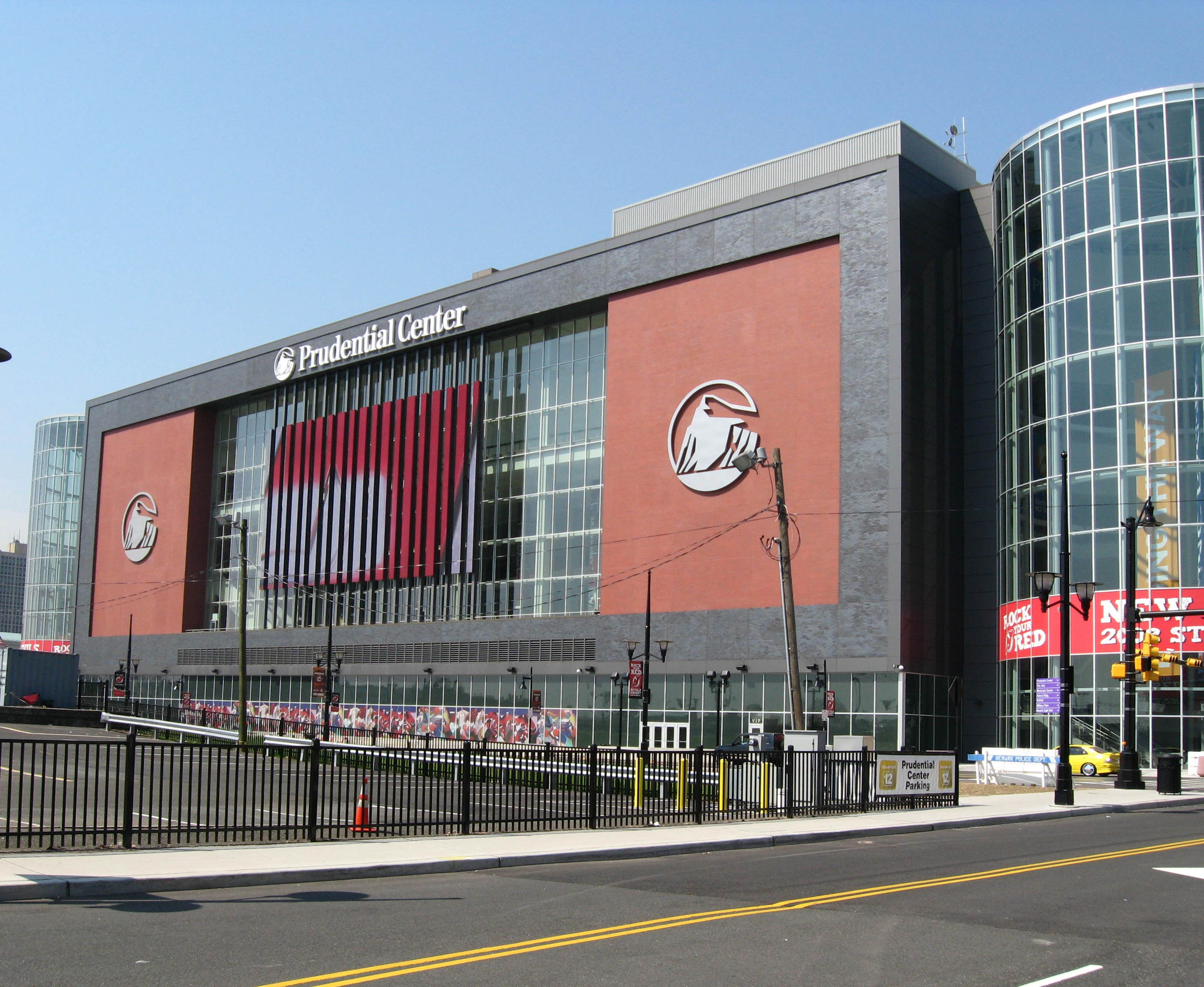
Façade
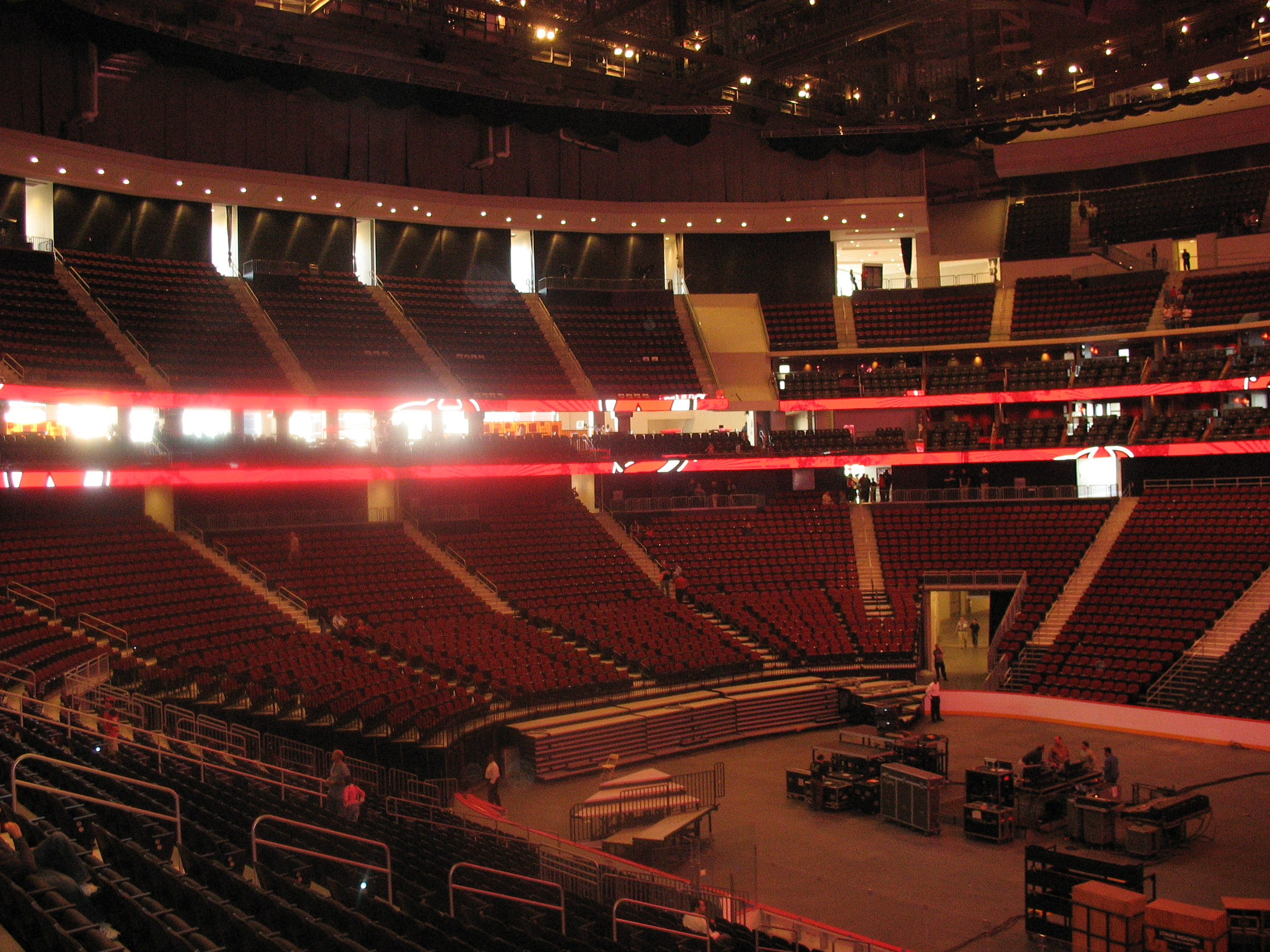
Vue intérieure
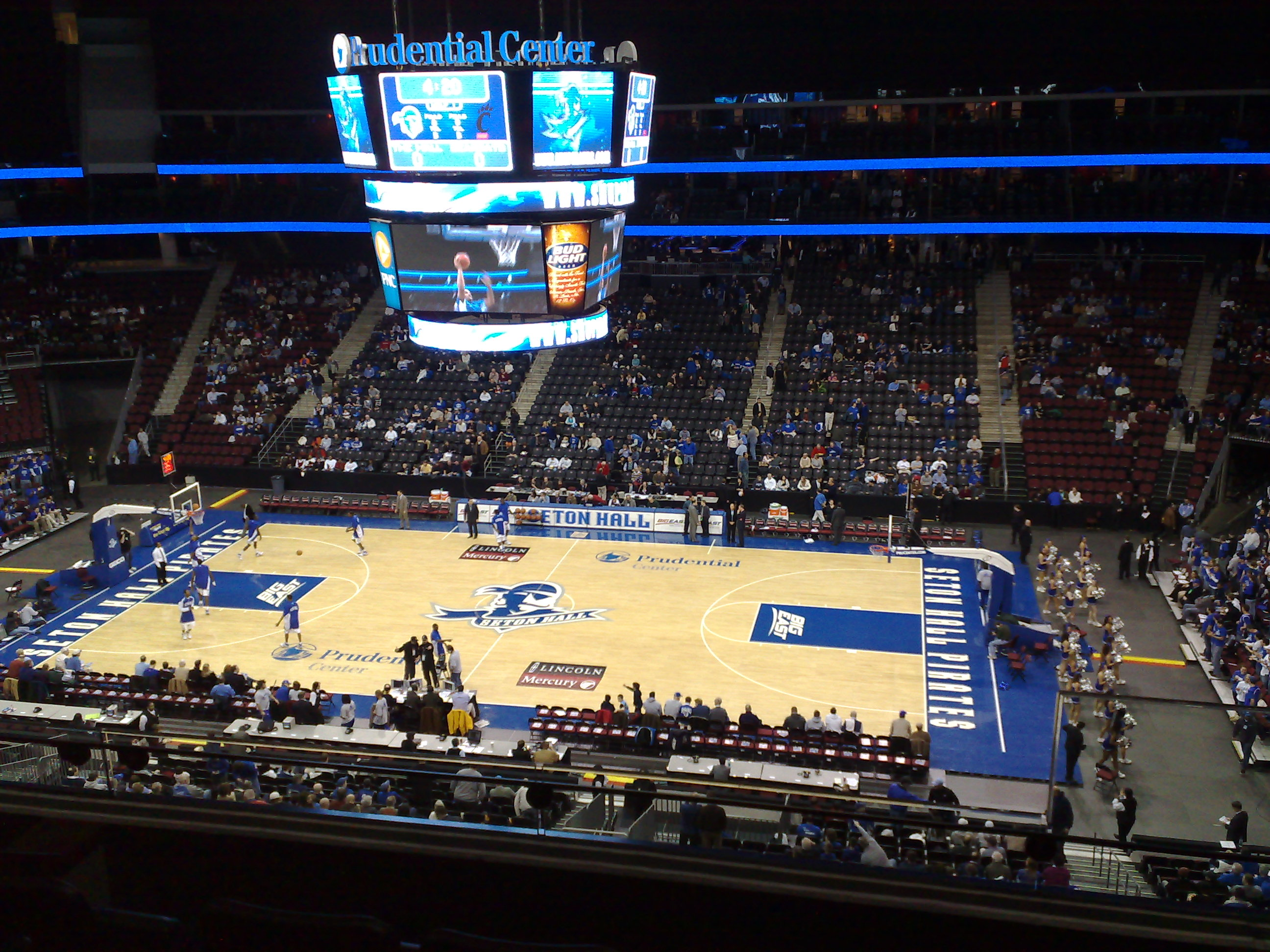
Match de basket-ball
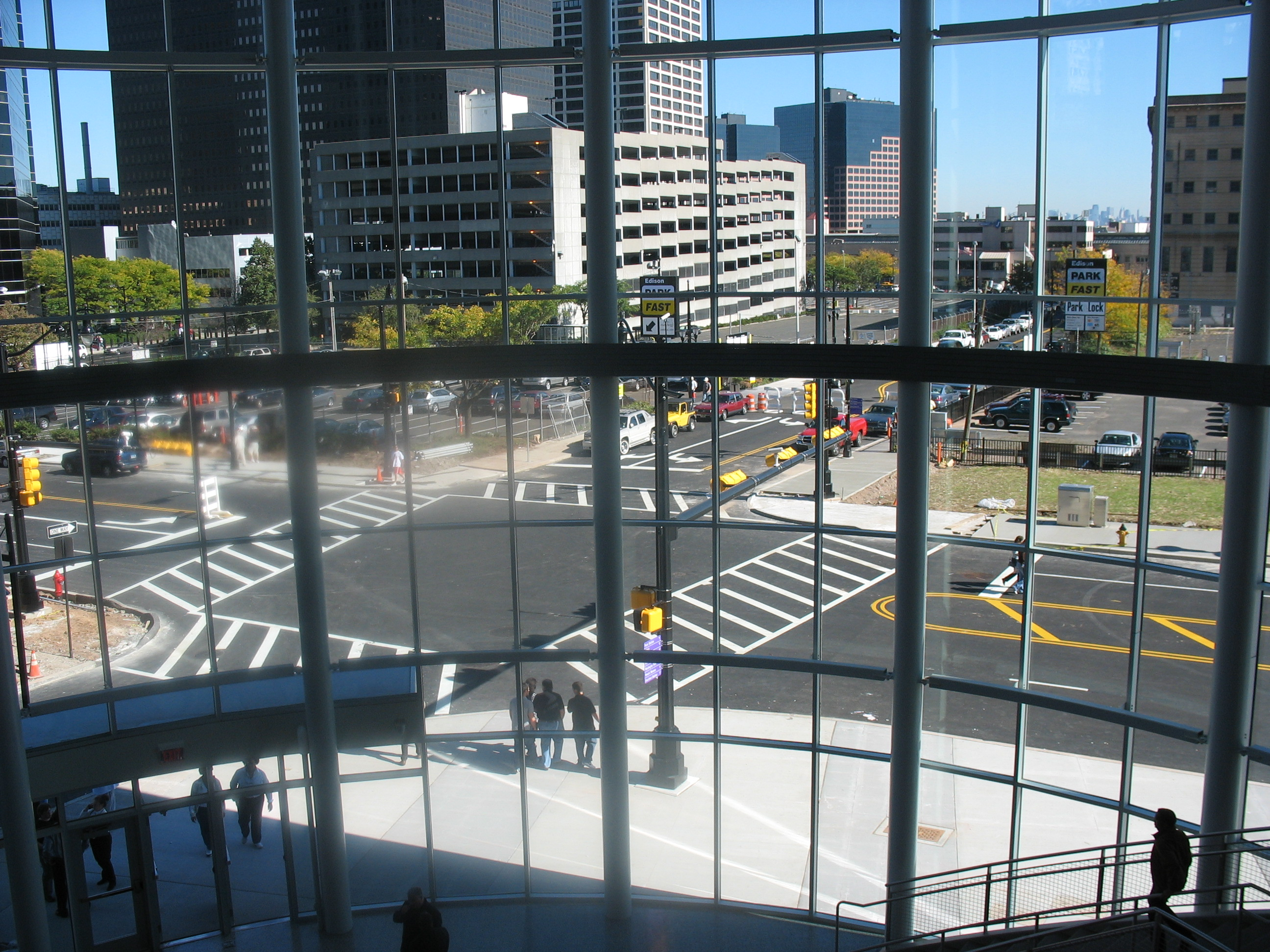
Vue de Mulberry Street
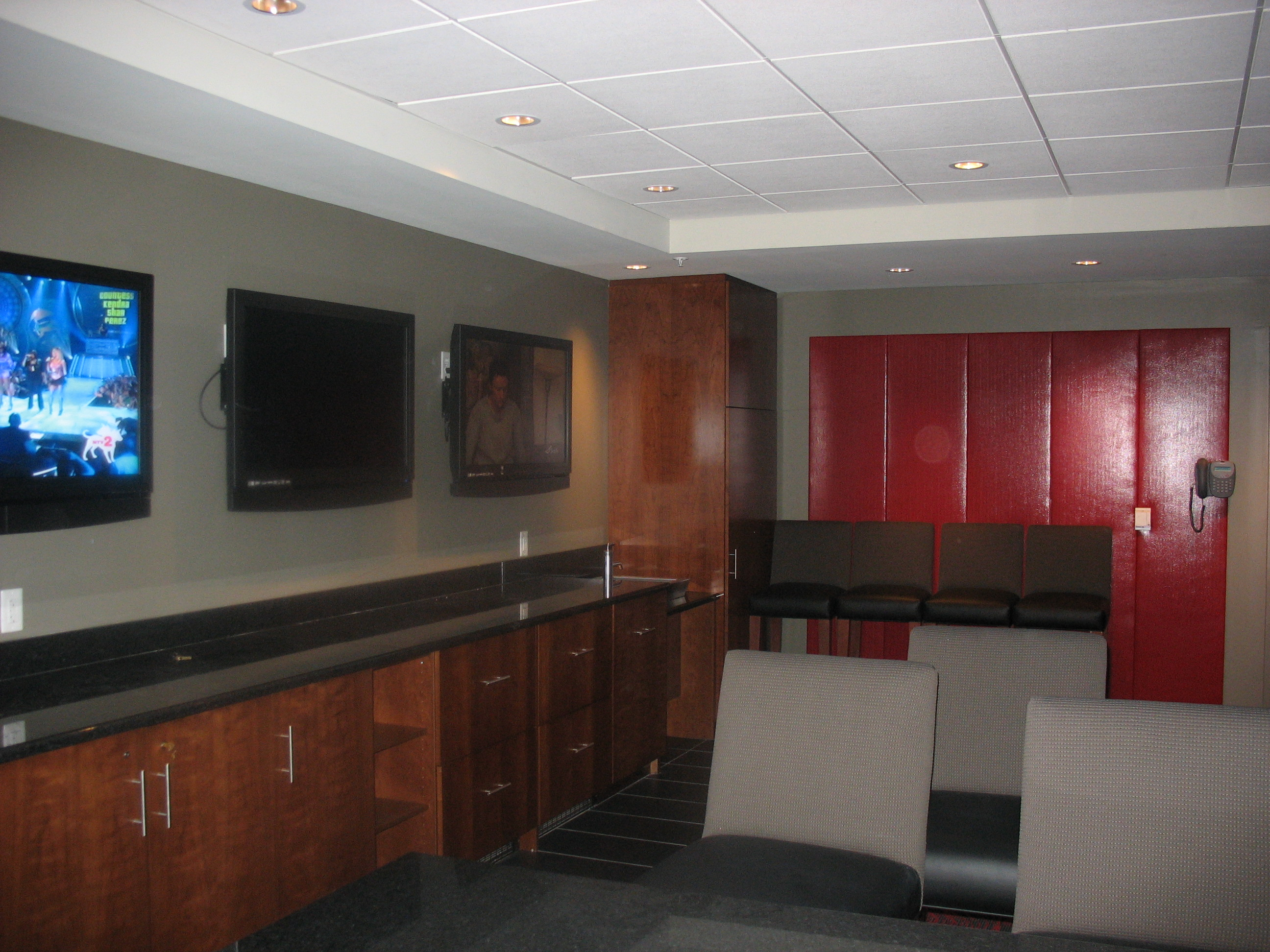
Une suite de luxe
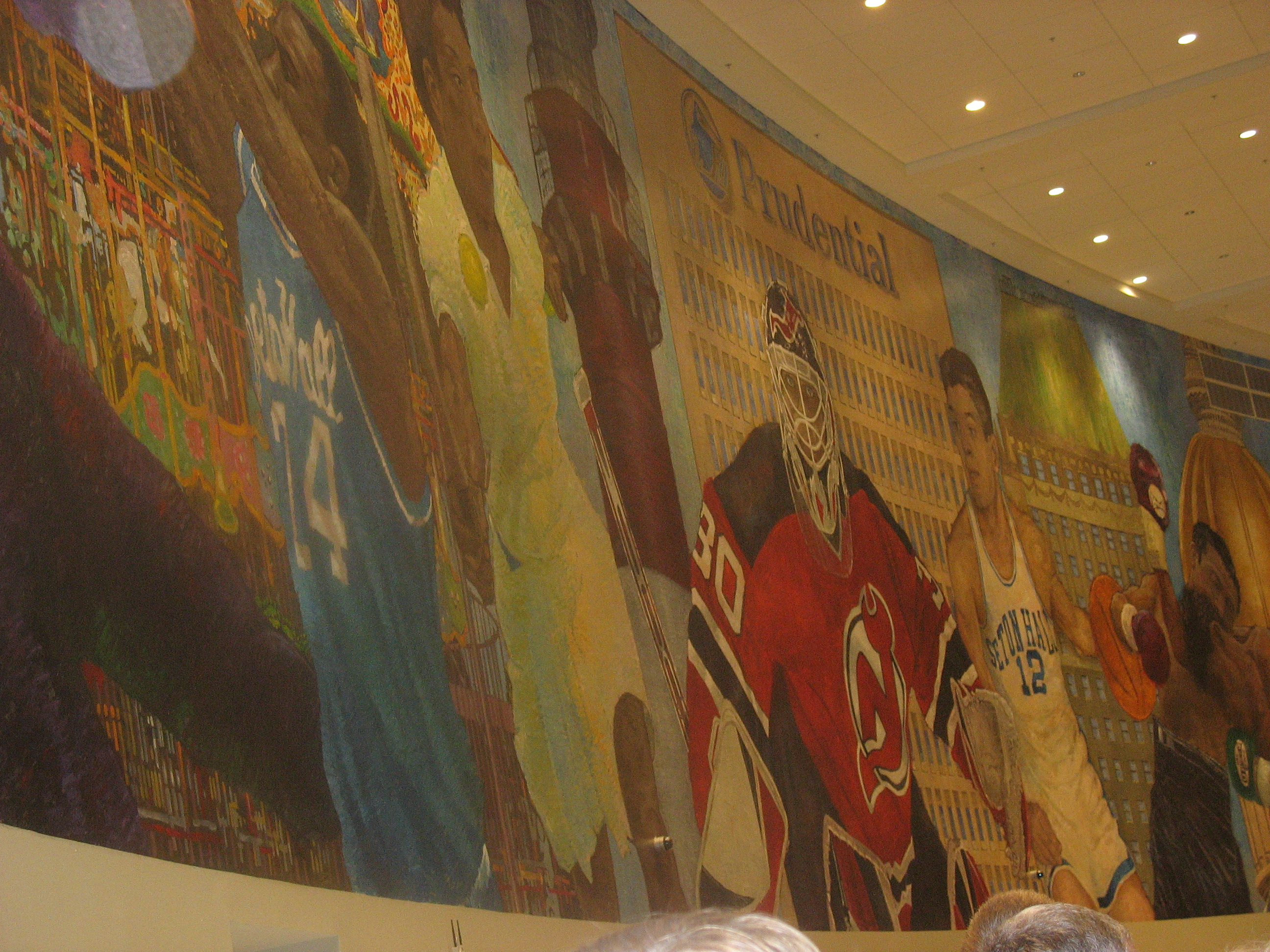
Peintures murales
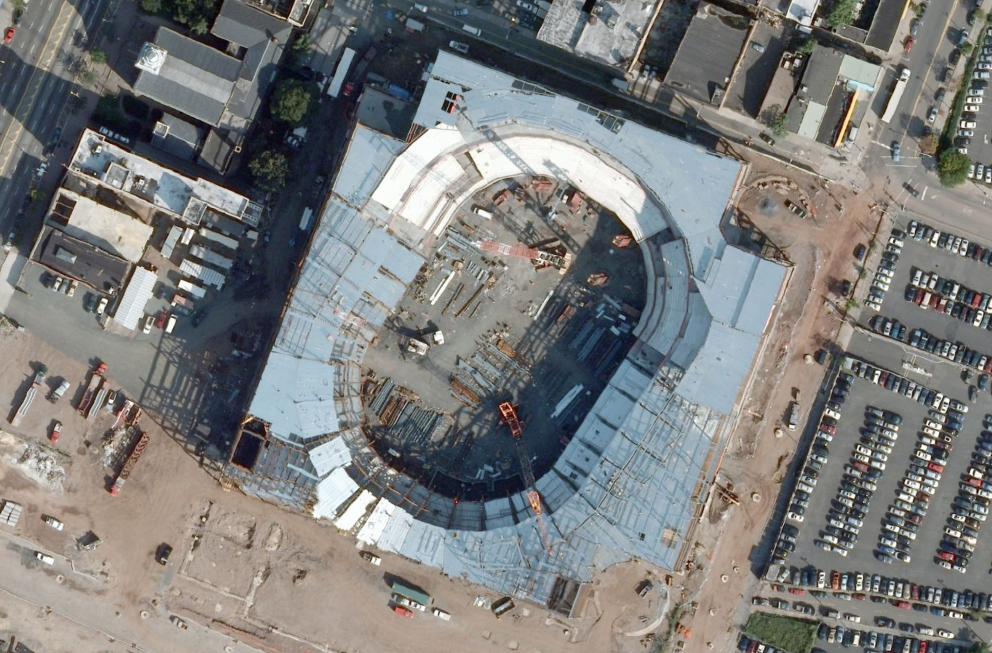
Image satellite